# Cheval blanc de Westbury
Le  Cheval blanc de Westbury ou de Bratton est un géoglyphe haut de 55 m et large de 52 m qui se trouve sur la pente du plateau de Salisbury Plain, à approximativement 2,4 km à l'est de Westbury dans le Wiltshire en Angleterre. Situé en bordure de Bratton Downs et au pied d'une colline fortifiée du Néolithique, c'est le plus ancien de plusieurs chevaux blancs gravés dans le Wiltshire. Il fut restauré en 1778, une action qui a pu effacer un autre cheval ayant occupé la même pente. Une gravure des années 1760 représente un cheval regardant dans la direction opposée qui était légèrement plus petit que la figure actuelle. Il n'y a cependant pas de documentation ou d'autre preuve de l'existence d'un cheval de craie à Westbury datant d'avant 1742.

## Histoire

### Origine

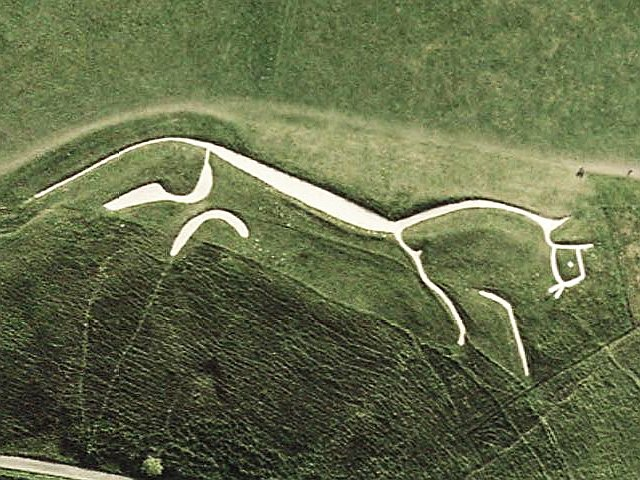
Le Cheval blanc d'Uffington.

L'origine du cheval blanc de Westbury est obscure. On peut souvent lire qu'il fut gravé pour commémorer la victoire d'Alfred le Grand à la bataille d'Ethandun en 878, mais bien que ce ne soit pas impossible, on ne trouve en réalité aucune trace de cette légende avant la seconde moitié du XVIIIe siècle. Depuis la fin du XIXe siècle, les historiens situent généralement la bataille d'Ethandun à Edington dans le Wiltshire, à l'est de Westbury, mais cette théorie est toujours sujette à débat car il est aussi possible qu'il s'agisse d'Edington dans le Somerset.
Un autre pétroglyphe de craie, le Cheval blanc d'Uffington, est lié avec davantage de certitude à la jeunesse d'Alfred le Grand, né dans le Vale of White Horse (Val du cheval blanc) non loin d'Uffington, dans l'Oxfordshire. Contrairement au cheval de Westbury, on trouve des documents datant du XIe siècle se référant à la White Horse Hill (mons albi equi) à Uffington, et des travaux archéologiques ont daté le Cheval blanc d'Uffington de l'Âge du bronze (il n'est cependant pas certain qu’il représentait initialement un cheval).

Blason du comté de Kent, reprenant celui attribué communément au royaume du Kent du haut Moyen Âge.

L'étendard avec un cheval blanc est généralement attribué aux Saxons continentaux du haut Moyen Âge — dont les figures d'Hengist et Horsa qui, selon la légende, menèrent les premiers conquérants Anglo-Saxons en Angleterre et sont supposés avoir combattu sous une bannière au cheval blanc (les armoiries et le drapeau du comté de Kent reprennent cet emblème).
Au XVIIIe siècle, le cheval blanc était un emblème héraldique associé à la nouvelle famille royale britannique, la maison de Hanovre, et le Cheval blanc de Westbury aurait pu être gravé au début du 18e siècle comme symbole de loyauté envers la nouvelle maison régnante protestante.
Dans Alfred and the Great White Horse of Wiltshire (1939), le moine de l'abbaye de Downside, dom Illtyd Trethowan, démonte la connexion supposée du Cheval blanc avec Alfred et la bataille d'Ethandun. 
Paul Newman, dans son livre Lost Gods of Albion (2009), suggère que le cheval a pu être inspiré par la popularités des fabriques de jardin au XVIIIe siècle.

### Histoire récente
En 1873, le cheval s’étant progressivement déformé, un comité fut chargé de le remodeler, de grandes pierres furent alors ajoutées sur son périmètre, pour empêcher qu'il ne se déforme à nouveau. Dans les années 1950, le cheval a été bétonné par le Westbury Urban District Council, apparemment pour diminuer les coûts d’entretien sur le long terme. Au fil du temps, le béton a fini par virer au gris et a été intégralement nettoyé en 1993. 

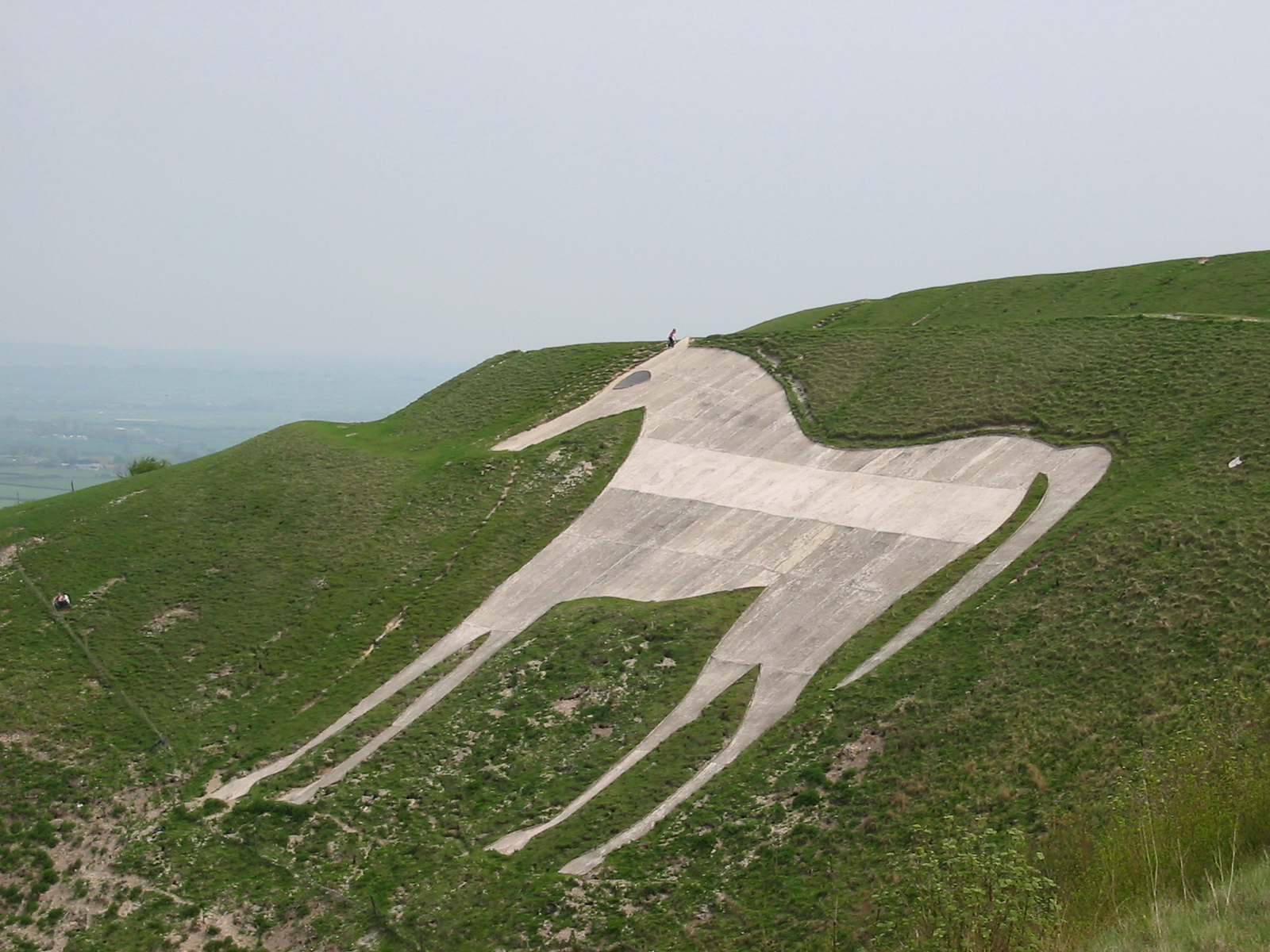
Le cheval avant sa restauration de novembre 2006.

En 2003, le cheval a été vandalisé, l'inscription « Stop This War » étant peinte en majuscules jaunes dans le sens de la longueur en signe de protestation contre la guerre d'Irak. Après le nettoyage de l'inscription, le cheval, dont la couleur était sensiblement grise, se retrouvait alors avec une bande blanche horizontale là où précédemment se trouvait le message. Le cheval fut repeint en novembre 2006 et les dégâts (tant ceux des années 1950 que la bande blanche) furent entièrement réparés. La nuit où les réparations furent achevées, le cheval redevenu blanc fut illuminé pour la troisième fois à l'aide de projecteurs datant de la Seconde Guerre mondiale.
En juillet 2010 un autre acte de vandalisme eut lieu, cette fois c'est le mot « Wonkey » qui fut inscrit sur l'encolure du cheval. Une couche de peinture blanche fut ajoutée par-dessus l'inscription en 2010, laissant le cheval avec cette fois l'encolure plus blanche que le reste du corps. Il fut donc nettoyé à nouveau du 9 au 11 avril 2012, les travaux coïncidant avec le jubilé de diamant d'Élisabeth II.

## Folklore
Selon la légende, lorsque l’horloge de l’église de Bratton sonne minuit, le cheval descend boire aux sources de Bridewell Springs, au pied de la colline.

## Dans la culture populaire
Le Cheval blanc de Westbury est cité dans les livres The Tontine (1955) de Thomas B. Costain, The Emigrants (1980) de l’auteur barbadien George Lamming, et dans le roman L'Homme flambé (1992) de Michael Ondaatje, adapté au cinéma en 1996 sous le titre Le Patient anglais, comme étant le lieu où le sapeur Kip a appris comment désamorcer une bombe. Michael Morpurgo le mentionne comme l’une des inspirations pour The Butterfly Lion.